# Макс Мата
Макс Мата (англ. Max Mata, нар. 10 липня 2000, Окленд) — новозеландський футболіст, нападник клубу «Грассгоппер».

## Клубна кар'єра
У дорослому футболі дебютував 2015 року виступами за команду «Веллінгтон Фенікс Резервз», в якій провів два сезони, взявши участь у 16 матчах вищого дивізіону Нової Зеландії, забивши 8 голів. Згодом грав за інші місцеві команди «Істерн Сабарбс» та «Онехунга Спортс».
На початку 2019 року перейшов у швейцарський «Грассгоппер».

## Виступи за збірні
2017 року у складі юнацької збірної Нової Зеландії до 17 років взяв участь у юнацькому чемпіонаті Океанії на Таїті, ставши переможцем турніру, а також юнацькому чемпіонаті світу в Індії, де команда не вийшла з групи.
У 2018 році у складі молодіжної збірної Нової Зеландії Мата взяв участь в молодіжному чемпіонаті Океанії на Таїті. На турнірі він допоміг своїй команді здобути золоті медалі турніру. Цей результат дозволив команді кваліфікуватись на молодіжний чемпіонат світу 2019 року у Польщі, куди поїхав і Макс.

## Досягнення

### Міжнародні
Нова Зеландія U-17
- Переможець Юнацького чемпіонату ОФК: 2017

 Нова Зеландія U-19
- Переможець молодіжного чемпіонату ОФК: 2018